# 西贝尔·希姆谢克
西贝尔·希姆谢克（土耳其語：Sibel Şimşek，1984年10月10日—），土耳其女子举重运动员。她曾代表土耳其参加世界举重锦标赛，获得一枚银牌和一枚铜牌。她也曾参加2004年和2012年夏季奥运会。